# Hannes Albrecht
Hannes Albrecht (* 24. Juli 1989 in Leipzig) ist ein ehemaliger deutscher Eishockeyspieler, der zwischen 2012 und 2021 bei den Icefighters Leipzig in der Oberliga Nord unter Vertrag stand. Sein Zwillingsbruder Georg war ebenfalls Eishockeyspieler.

## Karriere
Hannes Albrecht begann seine Karriere als Eishockeyspieler in der Nachwuchsabteilung des ETC Crimmitschau, für dessen Profimannschaft er in der Saison 2006/07 sein Debüt in der 2. Bundesliga gab. Bei seinem einzigen Saisoneinsatz blieb er dabei punkt- und straflos. In den folgenden Jahren spielte der Flügelspieler regelmäßig für den ETC Crimmitschau in der 2. Bundesliga, während er parallel in der Saison 2008/09 beim ERV Chemnitz 07 in der Regionalliga und von 2009 bis 2011 beim EHV Schönheide 09 in der Regionalliga bzw. Oberliga Spielpraxis sammelte.
2012 spielte Hannes Albrecht mit einer Förderlizenz der Eispiraten für die Wild Boys Chemnitz, bevor er zu Beginn der Saison 2013/14 zu den Icefighters Leipzig wechselte. Für diese war er bis November 2021 aktiv, ehe er seine Karriere aufgrund mehrerer Verletzungen beenden musste.

## 2. Bundesliga-Statistik
(Stand: Ende der Saison 2010/11)